# Farní sbor Českobratrské církve evangelické v Odrách
Farní sbor Českobratrské církve evangelické v Odrách je sborem Českobratrské církve evangelické v Odrách. Sbor spadá pod Moravskoslezský seniorát.
Samostatný farní sbor vznikl roku 1956 odloučením od sboru v Suchdole nad Odrou.
Sbor administruje f. Pavlína Lukášová, kurátorkou sboru Noemi Kulíková.

## Faráři sboru
- Miroslav Frydrych (1951–1956)
- Bedřich Šurman (1956–1960)
- Rostislav Chlubna (1960–1969)
- Jaroslav Hejnoch (1970–1979)
- Milada Mrlinová (1979–1981)
- Vlastimil Kovář - administrátor (ze Suchdolu n. O., 1981–1983)
- František Schilla (1983–1986)
- Tadeáš Staniek (1986–1992)
- Vlastimil Kovář – administrátor (ze Suchdolu n. O., 1992–2003)
- Radovan Rosický – jáhen (1996–2003)
- Roman K. Lukáš – administrátor (z Hranic, 2003–2008)
- Mária Jenčová – administrátor (ze Suchdolu n. O., 2008–2010)
- František Hruška – administrátor (ze Štramberku, 2010–2018)
- Radek Hanák – jáhen (2011–2018)
- Pavlína Lukášová – administrátor (z Hranic, 2018–)